# Гантерстаун (Пенсільванія)
Гантерстаун (англ. Hunterstown) — переписна місцевість (CDP) в США, в окрузі Адамс штату Пенсільванія. Населення — 506 осіб (2020).

## Географія
Гантерстаун розташований за координатами 39°53′5″ пн. ш. 77°9′18″ зх. д. / 39.88472° пн. ш. 77.15500° зх. д. (39.884779, -77.154984).  За даними Бюро перепису населення США в 2010 році переписна місцевість мала площу 4,48 км², з яких 4,47 км² — суходіл та 0,01 км² — водойми.

## Демографія
Згідно з переписом 2010 року, у переписній місцевості мешкало 547 осіб у 212 домогосподарствах у складі 154 родин. Густота населення становила 122 особи/км².  Було 227 помешкань (51/км²).
Расовий склад населення:
| - 90,3 % — білих - 1,5 % — чорних або афроамериканців - 0,4 % — азіатів - 0,2 % — корінних американців - 5,3 % — осіб інших рас |

До двох чи більше рас належало 2,4 %. Частка іспаномовних становила 13,0 % від усіх жителів.
За віковим діапазоном населення розподілялося таким чином: 23,8 % — особи молодші 18 років, 63,8 % — особи у віці 18—64 років, 12,4 % — особи у віці 65 років та старші. Медіана віку мешканця становила 39,3 року. На 100 осіб жіночої статі у переписній місцевості припадало 107,2 чоловіків;  на 100 жінок у віці від 18 років та старших — 98,6 чоловіків також старших 18 років.
Середній дохід на одне домашнє господарство  становив 46 562 долари США (медіана — 37 036), а середній дохід на одну сім'ю — 52 594 долари (медіана — 45 278). За межею бідності перебувало 15,7 % осіб, у тому числі 25,4 % дітей у віці до 18 років та 11,0 % осіб у віці 65 років та старших.
Цивільне працевлаштоване населення становило 339 осіб. Основні галузі зайнятості: виробництво — 28,6 %, освіта, охорона здоров'я та соціальна допомога — 18,6 %, мистецтво, розваги та відпочинок — 16,2 %.